# Người tình của chồng tôi (phim truyền hình Philippines)
Người tình của chồng tôi là bộ phim truyền hình Phillippines của tác giả Suzette Doctolero, được sản xuất bởi GMA Network. Bộ phim được công chiếu vào 10/06/2013 trên Primetime vào 11/06/2013 trên toàn thế giới trên GMA Pinoy TV. Bộ phim kết thúc vào 18/10/2013, bao gồm 94 tập. Các diễn viên chính là Carla Abellana, Tom Rodriguez và Dennis Trillo. Carolyn Galve là giám đốc sản xuất và Dominic Zapata là đạo diễn.
Được xem là bộ phim truyền hình có chủ đề đồng tính luyến ái đầu tiên ở Philippines bởi phim tập trung vào mối quan hệ đồng tính và việc ngoại tình. Phim có nhiều câu chuyện đan xen liên tục đề cập những vấn đề xã hội nhạy cảm nhưng phù hợp như quan hệ đồng tính, quan hệ song tính luyến ái, vấn đề ghê sợ đồng tính và sự kỳ thị của xã hội đối với đồng tính, ngoại tình, quan hệ tình dục trước hôn nhân và những hậu quả của những cuộc hôn nhân không được xem xét chu đáo. Bộ phim kể về cuộc đời của một người phụ nữ tình cờ phát hiện ra rằng chồng của cô dính vào một mối tình, nhưng không phải với một người phụ nữ khác.
Bộ phim được chiếu trên nhiều đài quốc gia ở Đông Nam Á, cũng được chiếu ở Việt Nam và đăng tải trên Youtube.

## Sản xuất

### Thai nghén và phát triển
Tác giả Suzette Doctolero bắt đầu phát triển bộ phim từ đầu năm 2013. Ước muốn của cô là xây dựng những câu chuyện mới nhưng thích hợp về mặt xã hội, chân thật, tình cảm và những nhân vật "thật". Doctolero thai nghén ý tưởng về bộ phim khi cô bắt đầu suy nghĩ về câu hỏi: "Bạn sẽ làm gì nếu bạn phát hiện ra rằng chồng bạn ngoại tình … với một người đàn ông khác?" Mặc dù ý tưởng đó không phải là một câu chuyện để kể một cách dễ dàng vì vấn đề nhạy cảm và gây tranh cãi  liên quan tới vấn đề đồng tính và song tính luyến ái. Doctolero giải thích rằng "bộ phim không chỉ nói về sự kỳ quặc của những nhân vật trong đó mà hơn đó là một câu chuyện tình yêu và gia đình. Khi Doctolero trình bày ý tưởng cho GMA Network, ban quản lý nói "đồng ý" một cách dễ dàng bởi vì họ thấy ý tưởng hấp dẫn và nó liên quan tới số đông trong xã hội.
Carolyn Galve là giám đốc điều hành của bộ phim trong suốt thời gian hoạt động. Dominic Zapata được phân công đạo diễn. Zapata nói "Thật là sảng khoái khi đạo diễn bộ phim này. Chủ đề rất nhạy cảm và tôi muốn khắc họa người đồng tính và những mối quan hệ đồng tính nồng nhiệt một cách chính xác do đó chúng tôi nghiên cứu rất nhiều. Tôi không muốn phạm lỗi hoặc gây ra sự hiểu lầm."
Bắt đầu khởi quay vào 21/05/2013. Nhiều cảnh được quay tại thành phố Quezon. Bộ phim được thiết kế được chiếu trong 16 tuần và sau đó được kéo dài thêm 3 tuần và kết thúc vào tháng 10/2013.
Quản lý chương trình của bộ phim, Helen Rose Sese nói rằng bộ phim sẽ không đi sâu vào khía cạnh tình dục của mối quan hệ, đồng tính hay không. "Ý đồ của bộ phim là không phải là cổ vũ cho quan hệ đồng tính,  mà thiên về phản ánh những gì đang xảy ra hơn. Chúng tôi cũng phải kiểm tra bộ phận sáng tạo để tránh những rắc rối nảy sinh với những tổ chức tôn giáo cũng như chắc chắn rằng chúng tôi không đi quá xa mà xúc phạm đến họ cũng như xúc phạm cộng đồng đồng tính." Sese cũng nhấn mạnh rằng bên sản xuất cũng thông báo với tổ chức kiểm duyệt địa phương rằng bộ phim có thể gây ra tranh cãi. Ban Phê bình và Phân loại Phim Điện ảnh và Truyền hình (Movie and Television Review and Classification Board, MTRCB) cũng cho thấy họ thấu hiểu bộ phim và cũng cảnh báo rằng bên sản xuất nên xem xét những giới hạn nào đó khi thực hiện những cảnh nhạy cảm vì khán giả là rộng khắp. Bộ phim được duyệt mà không bị cắt bới MTRCB, mặc dù được xếp loại Cha mẹ giám sát chặt chẽ (SPG, Strong Parental Guidance).
Một cảnh hôn nhau của Tom Rodriguez và Dennis Trillo dự định được trình chiếu vào tập cuối nhưng không được chiếu theo quy định của MTRCB tuy nhiên trong DVD thì có cảnh này.

## Đón nhận
Bộ phim được coi là "thành công" khi công chiếu lần đầu. Dựa trên bình chọn trên Urban Luzon từ 10–12 tháng 6 bởi Đo lường Khản giả Truyền hình Nielsen, bộ phim được bình chọn 20,5% hơn chương trình cạnh tranh ABS-CBN với 16,6%. Trong khi đó, ở Mega Manily, bộ phim thành công hơn với 22,2% so với 15,9% của Apoy Sa Dagat. Trong tuần đầu tiên, bộ phim thắng bộ phim cạnh tranh trong Mega Manila. Nhưng xét bình chọn cả nước, bộ phim không thắng được Apoy Sa Dagat.

## Giải thưởng và vinh danh
| Năm  | Tổ chức                                         | Giải thưởng/Vinh danh                           | Thể loại                                            | Đề cử                         | Kết quả   | Nguồn  |
| ---- | ----------------------------------------------- | ----------------------------------------------- | --------------------------------------------------- | ----------------------------- | --------- | ------ |
| 2013 | Hiệp hội Kinh doanh Manila / Malate White Party | Bản công nhận                                   | Bản công nhận                                       | Người tình của chồng tôi      | Đoạt giải | [ 16 ] |
| 2013 | Câu lạc bộ Báo chí Điện ảnh Philippine          | Giải thưởng Ngôi sao cho Truyền hình lần thứ 27 | Phim truyền hình Primtime hay nhất                  | Người tình của chồng tôi      | Đề cử     | [ 17 ] |
| 2013 | Câu lạc bộ Báo chí Điện ảnh Philippine          | Giải thưởng Ngôi sao cho Truyền hình lần thứ 27 | Nữ diễn viên truyền hình chính xuất sắc nhất        | Carla Abellana                | Đề cử     | [ 17 ] |
| 2013 | Câu lạc bộ Báo chí Điện ảnh Philippine          | Giải thưởng Ngôi sao cho Truyền hình lần thứ 27 | Nam diễn viên truyền hình chính xuất sắc nhất       | Dennis Trillo                 | Đề cử     | [ 17 ] |
| 2013 | Câu lạc bộ Báo chí Điện ảnh Philippine          | Giải thưởng Ngôi sao cho Truyền hình lần thứ 27 | Nam diễn viên truyền hình chính xuất sắc nhất       | Tom Rodriguez                 | Đề cử     | [ 17 ] |
| 2013 | Câu lạc bộ Báo chí Điện ảnh Philippine          | Giải thưởng Ngôi sao cho Truyền hình lần thứ 27 | Nữ diễn viên phụ truyền hình xuất sắc nhất          | Glydel Mercado                | Đề cử     | [ 17 ] |
| 2013 | Câu lạc bộ Báo chí Điện ảnh Philippine          | Giải thưởng Ngôi sao cho Truyền hình lần thứ 27 | Nam diễn viên phụ truyền hình xuất sắc nhất         | Roi Vinzon                    | Đề cử     | [ 17 ] |
| 2014 | Tagapuring mga Akademisyan ng Aninong Gumagalaw | Giải Gawad Tanglaw lần thứ 12                   | Phim xuất sắc nhất (Phim truyền hình)               | Người tình của chồng tôi      | Đoạt giải | [ 18 ] |
| 2014 | Đoàn thể Báo chí Giải trí                       | Giải Kịch bản Truyền hình vàng lần thứ 5        | Chương trình Truyền hình gốc Xuất sắc               | Người tình của chồng tôi      | Đoạt giải | [ 19 ] |
| 2014 | Đoàn thể Báo chí Giải trí                       | Giải Kịch bản Truyền hình vàng lần thứ 5        | Nữ diễn viên chính xuất sắc trong phim truyền hình  | Carla Abellana                | Đoạt giải | [ 19 ] |
| 2014 | Đoàn thể Báo chí Giải trí                       | Giải Kịch bản Truyền hình vàng lần thứ 5        | Nam diễn viên chính xuất sắc trong phim truyền hình | Dennis Trillo                 | Đoạt giải | [ 19 ] |
| 2014 | Đoàn thể Báo chí Giải trí                       | Giải Kịch bản Truyền hình vàng lần thứ 5        | Nam diễn viên chính xuất sắc trong phim truyền hình | Tom Rodriguez                 | Đề cử     | [ 19 ] |
| 2014 | Đoàn thể Báo chí Giải trí                       | Giải Kịch bản Truyền hình vàng lần thứ 5        | Nữ diễn viên phụ xuất sắc trong phim truyền hình    | Glydel Mercado                | Đoạt giải | [ 19 ] |
| 2014 | Đoàn thể Báo chí Giải trí                       | Giải Kịch bản Truyền hình vàng lần thứ 5        | Nam diễn viên phụ xuất sắc trong phim truyền hình   | Kevin Santos                  | Đoạt giải | [ 19 ] |
| 2014 | Đoàn thể Báo chí Giải trí                       | Giải Kịch bản Truyền hình vàng lần thứ 5        | Nam diễn viên phụ xuất sắc trong phim truyền hình   | Roi Vinzon                    | Đề cử     | [ 19 ] |
| 2014 | Cổng Giải trí Philippine                        | Danh sách PEP 2013 Giải lựa chọn của Pepsters   | Primetime Teleserye của năm                         | Người tình của chồng tôi      | Đề cử     | [ 20 ] |
| 2014 | Cổng Giải trí Philippine                        | Danh sách PEP 2013 Giải lựa chọn của Pepsters   | Ngôi sao nam truyền hình của năm                    | Dennis Trillo                 | Đề cử     | [ 20 ] |
| 2014 | Cổng Giải trí Philippine                        | Danh sách PEP 2013 Giải lựa chọn của Pepsters   | Ngôi sao nữ truyền hình của năm                     | Carla Abellana                | Đề cử     | [ 20 ] |
| 2014 | Cổng Giải trí Philippine                        | Danh sách PEP 2013 Giải lựa chọn của Pepsters   | Ngôi sao đột phá của năm                            | Tom Rodriguez                 | Đoạt giải | [ 20 ] |
| 2014 | Cổng Giải trí Philippine                        | Danh sách PEP 2013 Giải lựa chọn của Pepsters   | Cặp đôi của năm                                     | Dennis Trillo & Tom Rodriguez | Đoạt giải | [ 20 ] |
| 2014 | Cổng Giải trí Philippine                        | Danh sách PEP 2013 Giải lựa chọn của Biên tập   | Chương trình truyền hình của năm (Primetime)        | Người tình của chồng tôi      | Đoạt giải | [ 20 ] |
| 2014 | Cổng Giải trí Philippine                        | Danh sách PEP 2013 Giải lựa chọn của Biên tập   | Ngôi sao đột phá của năm                            | Tom Rodriguez                 | Đoạt giải | [ 20 ] |

## Công chiếu quốc tế
- Việt Nam  Today TV